# 1953-as indianapolisi 500
A 37. alkalommal megrendezett indianapolisi 500 mérföldes verseny volt az 1953-as Formula–1 világbajnokság második futama, amelyet 1953. május 30-án rendeztek meg.
Bill Vukovich uralta az egész hétvégét, pole pozícióját 1:05,02-es idővel szerezte meg. A versenyben a 200 körből mindössze öt körben vezették mások a versenyt. A huszonhetedik körben megfutotta a leggyorsabb kört is, és a verseny végén három kör előnnyel nyert.
| Helyezés | Rajthely | Rajtszám | Versenyző                                      | Gyártó                   | Átlag seb. | Start | Körök száma | Élen | Idő/Kiesés oka     | Pontszám |
| -------- | -------- | -------- | ---------------------------------------------- | ------------------------ | ---------- | ----- | ----------- | ---- | ------------------ | -------- |
| 1        | 1        | 14       | Bill Vukovich                                  | Kurtis Kraft-Offenhauser | 138.39     | 1     | 200         | 195  | 3:53:01.69         | 9        |
| 2        | 12       | 16       | Art Cross                                      | Kurtis Kraft-Offenhauser | 137.31     | 8     | 200         | 0    | +3:30.87           | 6        |
| 3        | 9        | 3        | Sam Hanks Duane Carter                         | Kurtis Kraft-Offenhauser | 137.53     | 5     | 200         | 3    | +4:11.50           | 2        |
| 4        | 2        | 59       | Fred Agabashian Paul Russo                     | Kurtis Kraft-Offenhauser | 137.54     | 4     | 200         | 1    | +4:39.24           | 1.5      |
| 5        | 3        | 5        | Jack McGrath                                   | Kurtis Kraft-Offenhauser | 136.6      | 13    | 200         | 0    | +7:49.64           | 2        |
| 6        | 21       | 48       | Jimmy Daywalt                                  | Kurtis Kraft-Offenhauser | 135.74     | 23    | 200         | 0    | +8:10.21           |          |
| 7        | 25       | 2        | Jim Rathmann Eddie Johnson                     | Kurtis Kraft-Offenhauser | 135.66     | 27    | 200         | 1    | +8:46.02           |          |
| 8        | 20       | 12       | Ernie McCoy                                    | Stevens-Offenhauser      | 135.92     | 22    | 200         | 0    | +10:04.55          |          |
| 9        | 6        | 98       | Tony Bettenhausen Chuck Stevenson Gene Hartley | Kuzma-Offenhauser        | 136.02     | 20    | 196         | 0    | Baleset            |          |
| 10       | 32       | 53       | Jimmy Davies                                   | Kurtis Kraft-Offenhauser | 135.26     | 31    | 193         | 0    | +7 Kör             |          |
| 11       | 26       | 9        | Duke Nalon                                     | Kurtis Kraft-Novi        | 135.46     | 30    | 191         | 0    | Baleset            |          |
| 12       | 19       | 73       | Carl Scarborough Bob Scott                     | Kurtis Kraft-Offenhauser | 135.93     | 21    | 190         | 0    | +10 Kör            |          |
| 13       | 4        | 88       | Manny Ayulo                                    | Kuzma-Offenhauser        | 136.38     | 15    | 184         | 0    | Motorhiba          |          |
| 14       | 31       | 8        | Jimmy Bryan                                    | Schroeder-Offenhauser    | 135.5      | 29    | 183         | 0    | +17 Kör            |          |
| 15       | 28       | 49       | Bill Holland Jim Rathmann                      | Kurtis Kraft-Offenhauser | 137.86     | 2     | 177         | 0    | Gyújtómágnes       |          |
| 16       | 10       | 92       | Rodger Ward Andy Linden Duke Dinsmore          | Kurtis Kraft-Offenhauser | 137.46     | 6     | 177         | 0    | Tengely            |          |
| 17       | 14       | 23       | Walt Faulkner Johnny Mantz                     | Kurtis Kraft-Offenhauser | 137.11     | 10    | 176         | 0    | +24 Kör            |          |
| 18       | 22       | 22       | Marshall Teague                                | Kurtis Kraft-Offenhauser | 135.72     | 25    | 169         | 0    | Olajfolyás         |          |
| 19       | 18       | 62       | Spider Webb Johnny Thomson Jackie Holmes       | Kurtis Kraft-Offenhauser | 136.16     | 17    | 166         | 0    | Olajfolyás         |          |
| 20       | 29       | 51       | Bob Sweikert                                   | Kuzma-Offenhauser        | 136.87     | 11    | 151         | 0    | Felfüggesztés      |          |
| 21       | 23       | 83       | Mike Nazaruk                                   | Turner-Offenhauser       | 135.7      | 26    | 146         | 0    | Váltó/erőátvitel   |          |
| 22       | 24       | 77       | Pat Flaherty                                   | Kuzma-Offenhauser        | 135.66     | 28    | 115         | 0    | Baleset            |          |
| 23       | 7        | 55       | Jerry Hoyt Chuck Stevenson Andy Linden         | Kurtis Kraft-Offenhauser | 135.73     | 24    | 107         | 0    | Túlhevülés         |          |
| 24       | 27       | 4        | Duane Carter                                   | Lesovsky-Offenhauser     | 135.26     | 32    | 94          | 0    | Gyújtás            |          |
| 25       | 17       | 7        | Paul Russo                                     | Kurtis Kraft-Offenhauser | 136.21     | 16    | 89          | 0    | Gyújtómágnes       |          |
| 26       | 8        | 21       | Johnnie Parsons                                | Kurtis Kraft-Offenhauser | 137.66     | 3     | 86          | 0    | Motorhiba          |          |
| 27       | 15       | 38       | Don Freeland                                   | Watson-Offenhauser       | 136.86     | 12    | 76          | 0    | Baleset            |          |
| 28       | 13       | 41       | Gene Hartley                                   | Kurtis Kraft-Offenhauser | 137.26     | 9     | 53          | 0    | Baleset            |          |
| 29       | 16       | 97       | Chuck Stevenson                                | Kuzma-Offenhauser        | 136.56     | 14    | 42          | 0    | Üzemanyagszivárgás |          |
| 30       | 30       | 99       | Cal Niday                                      | Kurtis Kraft-Offenhauser | 136.09     | 18    | 30          | 0    | Gyújtómágnes       |          |
| 31       | 11       | 29       | Bob Scott                                      | Bromme-Offenhauser       | 137.43     | 7     | 14          | 0    | Olajfolyás         |          |
| 32       | 33       | 56       | Johnny Thomson                                 | Del Roy-Offenhauser      | 135.26     | 33    | 6           | 0    | Gyújtás            |          |
| 33       | 5        | 32       | Andy Linden                                    | Stevens-Offenhauser      | 136.06     | 19    | 3           | 0    | Baleset            |          |

## Statisztikák
Vezető helyen: Bill Vukovich 195 kör (1-48/54-200), Fred Agabasshian 1 kör (49), Jim Ratmann 1 kör (50), Sam Hanks 3 kör (51-53).
- Bill Vukovich első győzelme.
- Kurtis-Kraft márka 3. győzelme.
- Váltott vezetéssel:

Duane Carter (49 kör), Sam Hanks (151 kör)
Paul Russo (96), Fred Agabashian (104)
Eddie Johnson (88), Jim Rathman (112)
Gene Hartley (37), Chuck Stevenson (44) és Tony Bettenhausen (115)
Carl Scarborough (69), Bob Scott (121)
Jim Rathmann (36), Bill Holland (141)
Duke Dinsmore (10), Andy Linden (29), Rodger Ward (138)
Johnny Mantz (42), Walt Faulkner (134)
Jackie Holmes (9), Johnny Thomson (45), Spider Webb (112)
Andy Linden (12), Chuck Stevenson (13), Jerry Hoyt (82)